# ウォルカエ族
ウォルカエ族（ラテン語: Volcae）は、ガリア南部に住んでいた、ケルト（およびイベリア）文化をもつ人々である。今のラングドック西部（エロー川の西）に住んでいたウォルカエ・テクトサゲス(Volcae Tectosages)と、ラングドック東部のウォルカエ・アレコミキ(Volcae Arecomici)の区別がある。

## 古文献
ウォルカエ族は、紀元前69年にキケローの『フォンテイウス弁護』の中でアッロブロゲス族とともにはじめて言及されており、ローマ人によって課された税に不満を抱いていたようである。
ティトゥス・リウィウスは『ローマ建国史』において、ウォルカエ族をハンニバルの進撃との関連で述べている。紀元前218年、第二次ポエニ戦争において両者がローヌ川をはさんで対峙した（ローヌ渡河戦を参照）。
ユリウス・カエサルは、紀元前2世紀のエラトステネスを引用しつつ、ウォルカエ・テクトサゲスがヘルキュニアの森に住むとしている。そしてガリア人に属すると見なしている。カエサルはまた、ゲルマン人がドイツ南部へ移動した結果、ウォルカエ・テクトサゲスがゲルマン人の習慣のいくつかを受けいれたと述べている.
プトレマイオスは『地理学』第2巻において、ウォルカイ・アリコミオイ(Οὐόλκαι Ἀρικόμιοι)とウォルカイ・テクトサゲス(Οὐόλκαι Τεκτόσαγες)を記述している。

## 歴史

ヨーロッパにおけるウォルカエ族の移動

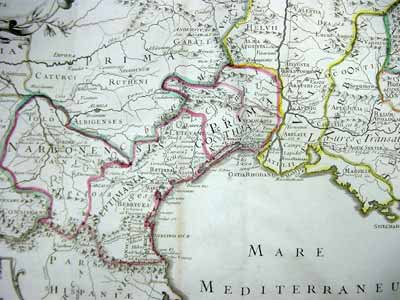
リオン湾周辺のウォルカエ族の位置

歴史学者によっては、ウォルカエ族とテクトサゲス族（カエサルによって言及されている）が本来は異なる部族だったと考え、紀元前3世紀のケルト人の軍事的拡張の中、部族社会を越えてさまざまな浮動的な集団から形成された新しい民族集団のひとつであるとする。
古文献の著者はアルプスの向こう側のボイイ族がキスパダナへ移動した時代を紀元前5世紀に置くが、そのときヘルキュニアの森（おおむね現在のボヘミアにあたる）の開拓・耕作された地域は、古い住民が不在になったようである。その空き地に主にスイス高原を起点とする集団が住みついた。ボヘミアとモラヴィアに徐々に新しい民族集団が形成され、それをウォルカエ・テクトサゲスと見なすことができる。
ウォルカエ族は隣りあうエルベ川上流のボイイ族や東部のコティニ族とともに多数のオッピドゥムを作り、地域の天然資源を採掘した。彼らの文化は紀元前150-50年ごろに繁栄したが、その後は北のゲルマン人や東のダキア人の圧力を受けて消滅した。
ウォルカエ族は、他の部族とともにバルカンへ大遠征の最中、有名なデルポイ侵寇（テルモピュライの戦い (紀元前279年)を参照）を引きおこしたとされる。この事件の後、一部はアナトリアへ入ってトリストボギイ族およびトロクミイ族とともに、ギリシア語で「コイノン・ガラトーン」(Κοινόν Γαλατών)と呼ばれるガラティア人共同体を形成した。別の一部はカルタゴ人とローマ人の傭兵として紀元前270-260年ごろにガリア・ナルボネンシスに入り、そこで2つに分かれた。一方のウォルカエ・テクトサゲスはトロサ（トゥールーズ）を首都とし、もうひとつのウォルカエ・アレコミキはネマウスス（ニーム）地域にあって、エロー川が両部族の境界になっていた。
アウグストゥスの治世（紀元前37年-紀元14年）以降、ウォルカエ人はガリア・ナルボネンシスに統合されて徐々にローマ化を進め、はじめてラテン語を使用するようになり、トラヤヌスの治世（115年ごろ）には人口の大半がラテン語を使っていた。その後、言語はペルピニャンやバルセロナのカタルーニャ語へと進化した（オクシタニー・カタロニア語を参照）。

## 語源
「ウォルカエ」という語は確実な語源が明らかになっていない。ピエール＝イヴ・ランベールは、いくつかの仮説を与えている。ゲルマン祖語 *folkam（英語 folk、ドイツ語 Volk）と同じで「民衆」を意味するとする説、ギリシア語 λύκος（リュコス、「狼」）と同じであるとする説、そしてハヤブサを意味する語であってウェールズ語 gwalch（「ハヤブサ」）とも起源を同じくするとする説である。
グザヴィエ・ドラマールは「民衆」説を取りあげず、また印欧祖語 *ul̥kʷos 「狼」説には反対している。彼によれば、この説は音韻変化の規則を無視しており、この語はガリア語では *ulipos のような形になるはずである。その一方で印欧祖語の語根 *gʷhel- / *ǵhuel- 「曲げる」に言及し、ここからラテン語 falcō 「ハヤブサ」の語源である *ghuol-k- / *ghuəl-k- ができたと述べている。
したがって volcos、volca といった語は「ハヤブサ」を意味し、これらの語はカトゥウォルコス（Catu-volcos、ウェールズ語 cadwalch（英雄、勇士、戦士）に対応する）、Volcius、Volcenius、Volcinius、Volcacius などの人名の中に出現する。ラテン語の falcō「ハヤブサ」（ゲルマン語に起源をもつ可能性がある）やラテン語の falx「鎌」も同源であって、嘴が曲がっているためにこの名がある。
ウォルカエ族はモラヴィアにおいてボイイ族やコティニ族およびその他のドナウ諸部族とともに強い影響力を持っており、地中海とゲルマン人地域を結ぶ非常によく使われる交通路を支配していた。彼らの武勇および地理的な近さによって、ゲルマン人はその名前を「*Walhōz」（単数形「*Walhaz」）の形で借用し、ケルト人、のち文化が融合してからはローマ人を指す語として用いた。この語はウェールズ人、イタリア人、フランス人を含む古代ローマ属州のすべてに対して広く用いられた（古代のフランス語において W が G で受けいれられたため、フランス語 Galles が英語の Wales にあたることに注意。たとえば英語の征服王ウィリアムはフランス語では征服王ギヨーム(Guillaume Le Conquérant)と呼ばれる。フランス語の Gallois（ウェールズの）および Gaulois（ガリアの）のみならず Valois（ヴァロワ）も、英語のWelshやオランダ語のWaal（ベルギーのWallonie「ワロン地域」はこの語に由来）、ドイツ語 welsch、スイスドイツ語 Churwelsch（クールで話されていたロマンシュ語の古称）、ヴァレー州（Valais、スイスのカントン）、古ノルド語 Valr「ローマの、フランスの」と同源である）。この語はスラヴ人にも「*Volśi」（単数形「*Volxъ」）の形で借用され、ヴラフ人（ルーマニア人）を指すために使われたほか、カタルーニャのバイス (Valls) も同様である。ポーランド語ではヴラフ人(Wołosi)だけでなく、イタリア人(Włosi)をも指した。さらにハンガリー語でイタリアをいう「Olaszország」と古い民族名「Oláhok」（ヴラフ人、すなわちルーマニア人を指す）もおなじ語根から派生している。「*Walhaz」の名は「ワラキア」、「ワロン」、およびドイツ語の Welschschweiz（スイスのフランス語地域）および Welschgraben（「フランスの壕」、古代のブルグントの防御用の壕を指し、またブリュシュ川のリュツェルズまでの谷の言語をいう）に出現する。

## 関連文献
- Ghislain Bagan (dir. Thierry Janin) (2009). Espaces et sociétés en Méditerranée nord-occidentale durant la Protohistoire. Montpellier: Université Paul Valéry （考古学博士論文）
- Les Celtes, histoire et dictionnaire : des origines à la romanisation et au christianisme. Bouquins. Paris: Robert Laffont. (2000). ISBN 2-221-05690-6
- Lionel Pernet; Réjane Roure (2011). Des rites et des hommes : Les pratiques symboliques des Celtes, des Ibères et des Grecs en Provence, en Languedoc et en Catalogne. Archéologie de Montpellier Agglomération 2. Paris: Errance. ISBN 978-2-87772-460-9
- Gomez de Soto, José; Milcent, Pierre-Yves (2003). “La France du Centre aux Pyrénées (Aquitaine, Centre, Limousin, Midi-Pyrénées, Poitou-Charentes) : Cultes et sanctuaires en France à l'âge du Fer”. Gallia 3 (1):  107-138. doi:10.3406/galia.2003.3145 2016年12月14日閲覧。.
- Fichtl, Stephan (2005) [2000]. La ville celtique : les oppida de 150 av. J.-C. à 15 apr. J.-C.. Hespérides (2 ed.). Paris: Errance. ISBN 2-87772-307-0
- Garcia, Dominique (2014) [2004]. La Celtique méditerranéenne : habitats et sociétés en Languedoc et en Provence (VIIIe-IIe siècle av. J.-C.). Les Hespérides (2 ed.). Arles: Errance. ISBN 978-2-87772-562-0